# Telgte
Telgte (Aussprache: [ˈtɛlktə], regional [tɛlçtə]; plattdeutsch Teegte) ist eine Stadt im Kreis Warendorf im Münsterland (Nordrhein-Westfalen). Telgte liegt etwa zwölf Kilometer östlich von Münster an der Ems. Die Stadt ist bekannt als Wallfahrtsort (große Marienwallfahrt von Osnabrück nach Telgte – Telgter Wallfahrt) und durch eine Erzählung von Günter Grass (Das Treffen in Telgte).

## Geographie

### Nachbargemeinden

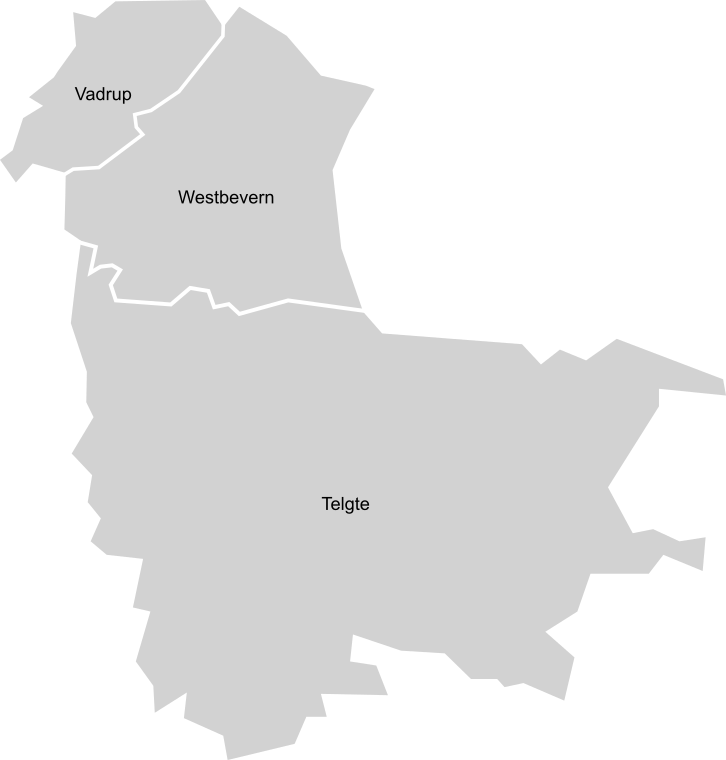
Ortsteile von Telgte

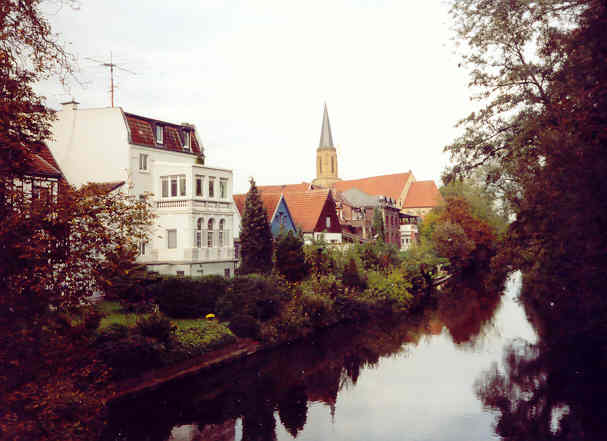
Telgter Altstadt an der Ems

Telgte grenzt an Münster, Greven, Ostbevern, Warendorf und Everswinkel (im Uhrzeigersinn beginnend im Westen).

### Stadtteile
Telgte gliedert sich in die Kernstadt sowie die zwei Stadtteile Westbevern-Dorf und Westbevern-Vadrup.
Westbevern (Einwohnerzahl: ca. 4000; Fläche: 24,46 km²) war bis 1974 eine eigenständig verwaltete Gemeinde mit den Teilen Dorf, Vadrup und Brock (Brock gehört seit der kommunalen Gebietsreform zur Gemeinde Ostbevern). Durch Westbevern fließt als Zufluss der Ems die Bever. Attraktives Ausflugsziel ist das Haus Langen mit ehemaliger Doppelmühle an der Bever. Die neugotische Kirche St. Cornelius und Cyprian gehört seit einigen Jahren zur Pfarreiengemeinschaft St. Marien (Telgte und Westbevern).

## Geschichte
Bereits in nachrömischer Zeit war die Region um Telgte von Stämmen der Sachsen besiedelt. Im Zuge der Sachsenmission und - kriege durch Karl den Großen wurde dieses Gebiet christianisiert. Ludgerus, der erste Bischof von Münster, ließ in Telgte eine Kirche errichten. Diese Urpfarrkirche war vermutlich ein Holzbau.
Telgte entwickelte sich an einer Gabelung der von Süden kommenden Handelsstraßen in Richtung Nord- und Ostsee, da hier an einer Furt die Ems überquert werden konnte. Dort befanden sich ursprünglich zwei Bauernhöfe mit den Namen Frankenfurt und Telgoth. Erst nach und nach wuchs Telgte, das erst Telgoth, dann Telget und Telgith und schließlich Telgte hieß, zu einer Stadt heran.
Der Ort erhielt die Stadtrechte im Jahre 1238 und gehörte dem Kaufmannsbund Hanse an.
Um das Jahr 1500 gab es mehrere große Brände. In einem dieser Brände ging auch die alte Kirche zugrunde. Dreimal litt Telgte unter der Pest, im Jahr 1599 starb hier mehr als die Hälfte der Einwohner.
Zur Zeit der Täufer gewährte man dem Münsterschen Fürstbischof Franz von Waldeck Unterkunft, bis er „seine“ Stadt zurückerobert hatte.
Bis 1941 bestand die Jüdische Gemeinde Telgte. In der Zeit des Nationalsozialismus wurde während der Novemberpogrome 1938 die Synagoge von SA-Männern und Schülern geschändet und zerstört, der Friedhof 1942 eingeebnet. Heute erinnern an diesen Orten Gedenktafeln an die jüdische Geschichte Telgtes.
Am 1. Juli 1968 wurde die Gemeinde Kirchspiel Telgte in die Stadt Telgte eingegliedert. Westbevern (ohne Brock) folgte am 1. Januar 1975.

## Bevölkerungsentwicklung

Bevölkerungsentwicklung von 1818 bis 2016

| Jahr | Einwohner |
| ---- | --------- |
| 1818 | 4.437     |
| 1843 | 5.166     |
| 1871 | 5.360     |
| 1890 | 6.109     |
| 1905 | 6.692     |
| 1913 | 7.006     |
| 1915 | 7.260     |
| 1917 | 7.275     |
| 1919 | 7.483     |
| 1921 | 7.719     |
| 1924 | 8.174     |
| 1925 | 8.250     |
| 1926 | 8.473     |

| Jahr  | Einwohner |
| ----- | --------- |
| 1927  | 08.445    |
| 1933  | 08.727    |
| 19391 | 09.698    |
| 1944  | 10.923    |
| 1945  | 11.979    |
| 1946  | 12.989    |
| 1947  | 13.707    |
| 1948  | 13.736    |
| 1949  | 13.852    |
| 1950  | 13.692    |
| 1951  | 13.576    |
| 1952  | 13.477    |
| 1953  | 13.432    |

| Jahr  | Einwohner |
| ----- | --------- |
| 1954  | 13.392    |
| 1956  | 13.383    |
| 19612 | 13.767    |
| 1962  | 14.379    |
| 1963  | 14.810    |
| 1964  | 15.068    |
| 1965  | 15.414    |
| 1966  | 15.694    |
| 1967  | 15.883    |
| 1968  | 16.005    |
| 1969  | 16.197    |
| 19703 | 15.826    |
| 1971  | 16.019    |

| Jahr | Einwohner |
| ---- | --------- |
| 1972 | 16.760    |
| 1973 | 16.968    |
| 1974 | 17.269    |
| 1975 | 15.122    |
| 1976 | 15.365    |
| 1977 | 15.377    |
| 1978 | 15.589    |
| 1979 | 15.780    |
| 1980 | 16.254    |
| 1981 | 16.388    |
| 1982 | 16.515    |
| 1983 | 16.576    |
| 1984 | 16.613    |

| Jahr | Einwohner |
| ---- | --------- |
| 1985 | 16.664    |
| 1986 | 16.534    |
| 1987 | 16.555    |
| 1988 | 16.834    |
| 1989 | 16.997    |
| 1990 | 17.358    |
| 1991 | 17.725    |
| 1992 | 18.125    |
| 1993 | 18.219    |
| 1994 | 18.303    |
| 1995 | 18.472    |
| 1996 | 18.585    |
| 1997 | 18.728    |

| Jahr | Einwohner |
| ---- | --------- |
| 1998 | 18.774    |
| 1999 | 18.836    |
| 2000 | 18.992    |
| 2001 | 19.370    |
| 2002 | 19.489    |
| 2003 | 19.432    |
| 2004 | 19.444    |
| 2005 | 19.528    |
| 2006 | 19.522    |
| 2007 | 19.345    |
| 2008 | 19.190    |
| 2009 | 19.204    |
| 2010 | 19.114    |

| Jahr | Einwohner |
| ---- | --------- |
| 2012 | 18.879    |
| 2013 | 19.331    |
| 2014 | 19.217    |
| 2015 | 19.557    |
| 2016 | 19.697    |
| 2017 | 19.716    |
| 2022 | 20.222    |

117. Mai     2 6. Juni     3 Korrektur der Fortschreibungszahlen durch die Volkszählung 1970

## Politik

### Stadtrat
Dem Rat der Stadt gehören laut Satzung 32 Mitglieder an. Die Kommunalwahl am 13. September 2020 führte zu folgendem Ergebnis:
| Sitzverteilung im Stadtrat Telgte 2020Insgesamt 32 Sitze - SPD: 4 - Grüne: 13 - CDU: 11 - FDP: 4 Stadtratswahl der Stadt Telgte 2020in Prozent %50403020100 41,635,411,611,3keine GrüneCDUFDPSPDSonst.Gewinne und Verlusteim Vergleich zu 2014 %p 6 4 2 0 −2 −4 −6 −8+6,0−6,5+3,3−2,2−1,0GrüneCDUFDPSPDSonst. |

### Bürgermeister
Am 13. Dezember 2009 wurde Dietrich Meendermann als Bürgermeister abgewählt, da er bei der Wiederholungswahl nur 49,8 % der Stimmen erhielt. Bei der ursprünglichen Wahl am 30. August 2009 hatte er noch 50,5 % der Stimmen erhalten, obwohl er, wie bei der Wahl im Dezember, keinen Gegenkandidaten hatte. Diese Wahl musste jedoch wiederholt werden, weil ein Teil der Stimmzettel vor der Auswertung aus Versehen vernichtet worden war. Ein neuer Bürgermeister wurde dann am 9. Mai 2010 gewählt. Wolfgang Pieper, der Kandidat der Grünen, setzte sich mit 71,5 % der abgegebenen Stimmen gegen den von CDU und SPD unterstützten Kandidaten Ingo Deitmer durch.
Am 17. April 2016 fanden erneut Bürgermeisterwahlen statt, und der aktuelle Bürgermeister Wolfgang Pieper wurde mit 79,2 % der Stimmen wiedergewählt. Damit blieb Telgte in dieser Wahlperiode die einzige Stadt in Nordrhein-Westfalen mit einem grünen Bürgermeister.
| Bürgermeister seit 1946 |                                 |
| 1946–1947               | Wilhelm Lütke-Schwienhorst, CDU |
| 1947–1949               | Ferdinand Busch, CDU            |
| 1949–1951               | Friedrich Sube, ZENTRUM         |
| 1951–1952               | Heinrich Decker, CDU            |
| 1952–1964               | Bernhard Rumphorst, CDU         |
| 1964–1967               | Wilhelm Hotte, CDU              |
| 1967–1969               | Friedrich Koppernagel, CDU      |
| 1969–1975               | Günter Karthaus, CDU            |
| 1975–1978               | Albert Bruens, CDU              |
| 1978–1984               | Günter Karthaus, CDU            |
| 1984–1996               | Reinold Hotte, CDU              |
| 1996–1999               | Klaus Beck, SPD                 |
| 1999–2004               | Ulrich Roeingh, CDU             |
| 2004–2009               | Dietrich Meendermann, CDU       |
| seit 2010               | Wolfgang Pieper, GRÜNE          |

### Wappen, Flagge und Dienstsiegel

Wappen
Wappen der ehem. Gemeinde Westbevern
Hissflagge
Banner
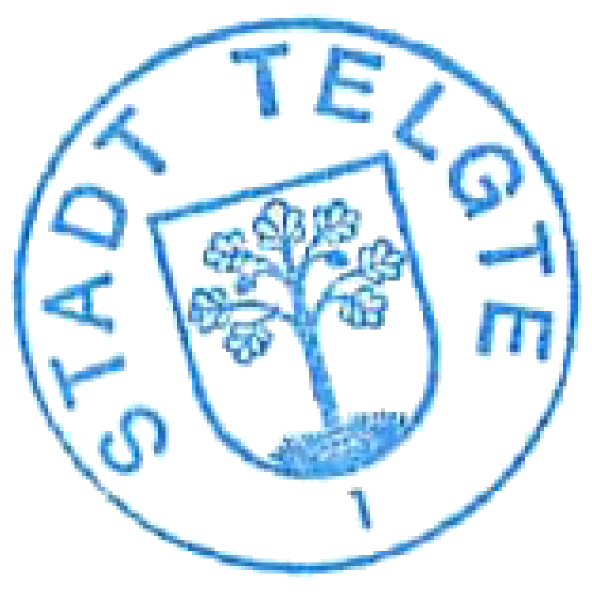
Dienstsiegel

Der Stadt Telgte ist mit Urkunde des Regierungspräsidenten Münster vom 31. März 1976 das Recht zur Führung des nachfolgend beschriebenen Wappens verliehen worden.
Wappenbeschreibung
„Das Wappen stellt auf weißem (silbernem) Grund auf einem grünen Rasenstück einen jungen grünen Eichenbaum mit zwei grünen Eicheln dar.“
Das Telgter Wappen zeigt eine junge Eiche (Telge), da Telgte ursprünglich von vielen Eichenwäldern umgeben war. Der Name Telgte leitet sich aus dem Wort „Telge“ ab, was so viel wie „kleiner Baum, Zweig, Setzling, Sprössling“ und auch „Kind“ bedeutet. 
Mit gleicher Urkunde ist der Stadt Telgte das Recht zur Führung der nachfolgend beschriebenen Flagge verliehen worden.
Beschreibung der Hissflagge
„Die Flagge ist in drei Bahnen im Verhältnis 1 : 3 : 1 von Weiß zu Grün zu Weiß längsgestreift und zeigt in der Mitte der grünen Bahn den Wappenschild der Stadt.“
Beschreibung des Banners
„Das Banner ist in drei Bahnen im Verhältnis 1 : 3 : 1 von Weiß zu Grün zu Weiß längsgestreift und zeigt in der oberen Hälfte der mittleren Bahn den Wappenschild der Stadt.“
Ebenfalls ist der Stadt Telgte mit gleicher Urkunde das Recht zur Führung des nachfolgend beschriebenen Dienstsiegels verliehen worden.
Beschreibung des Dienstsiegels
„Die Stadt Telgte führt ein Dienstsiegel, das den Wappenschild der Stadt zeigt und im Siegelrund in Großbuchstaben die Umschrift ‚STADT TELGTE‘ führt.“

### Städtepartnerschaften
Telgte unterhält mit folgenden Städten eine Städtepartnerschaft:
- Polanica-Zdrój, (ehemals Altheide-Bad) in Polen
- Stupino in Russland
- Tomball in den Vereinigten Staaten; seit dem 29. September 1999[10]

## Kultur und Sehenswürdigkeiten

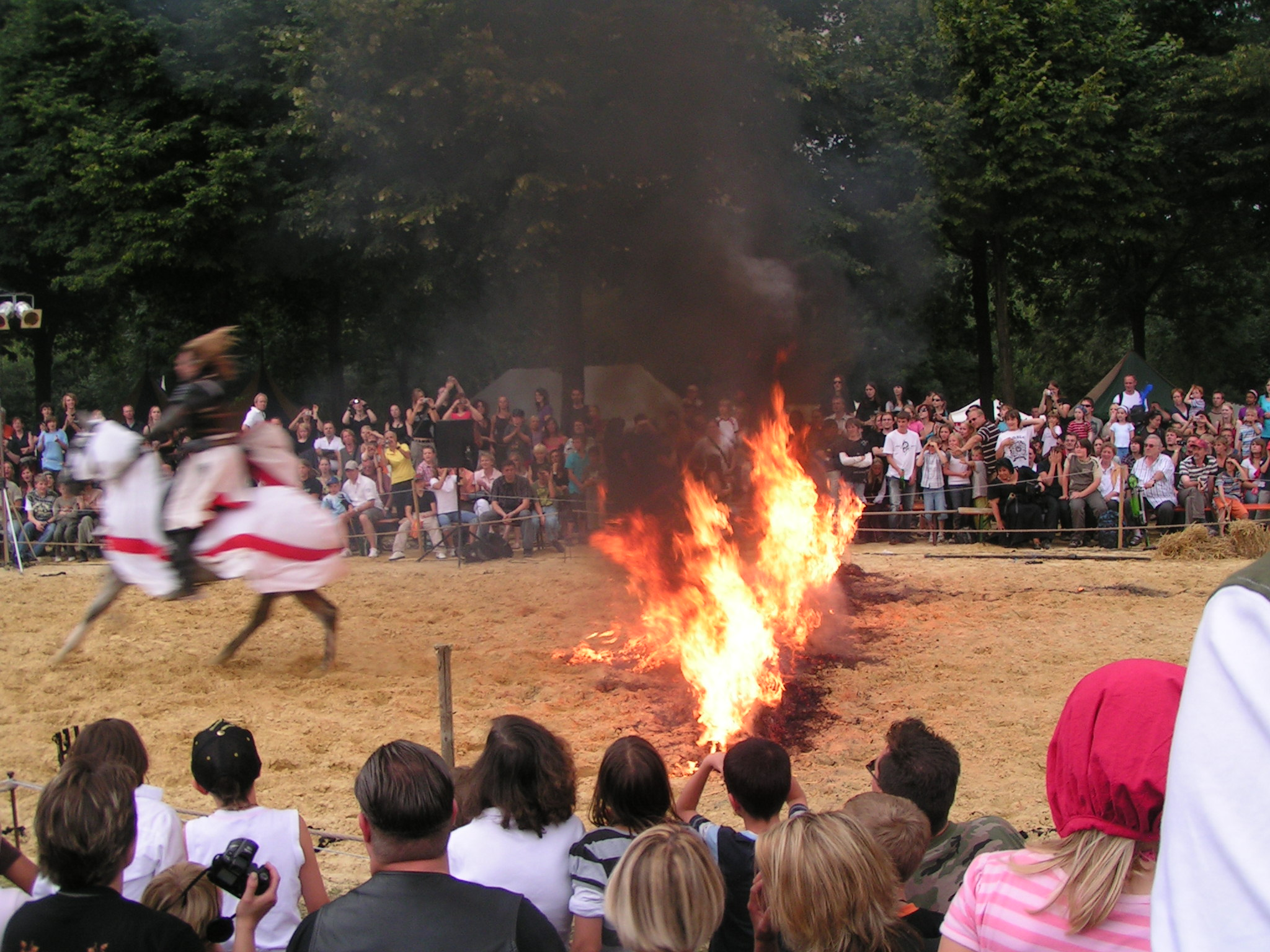
Feuerreiter beim Mittelalterlich Spectaculum

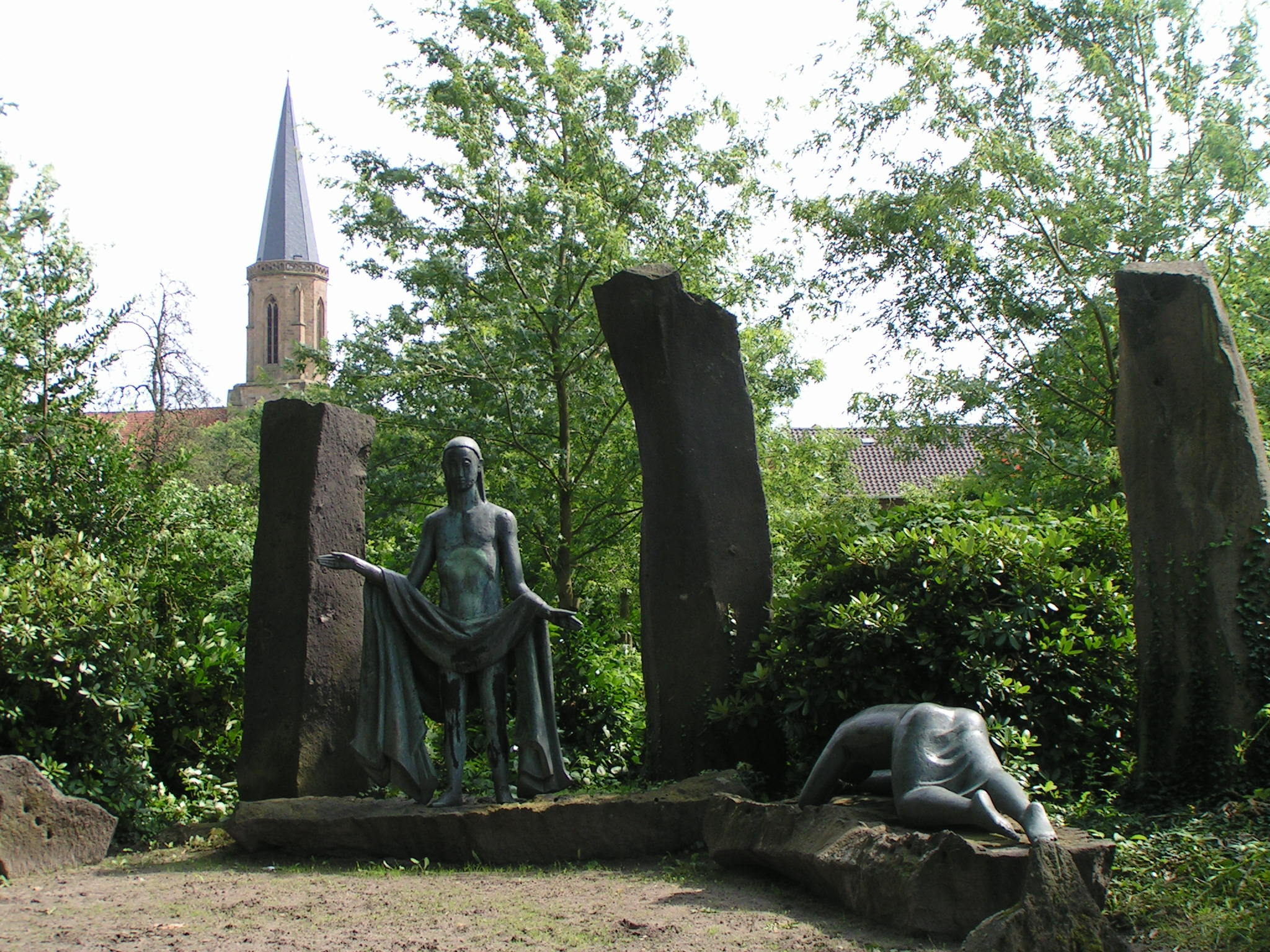
Kreuzweg am Emsufer

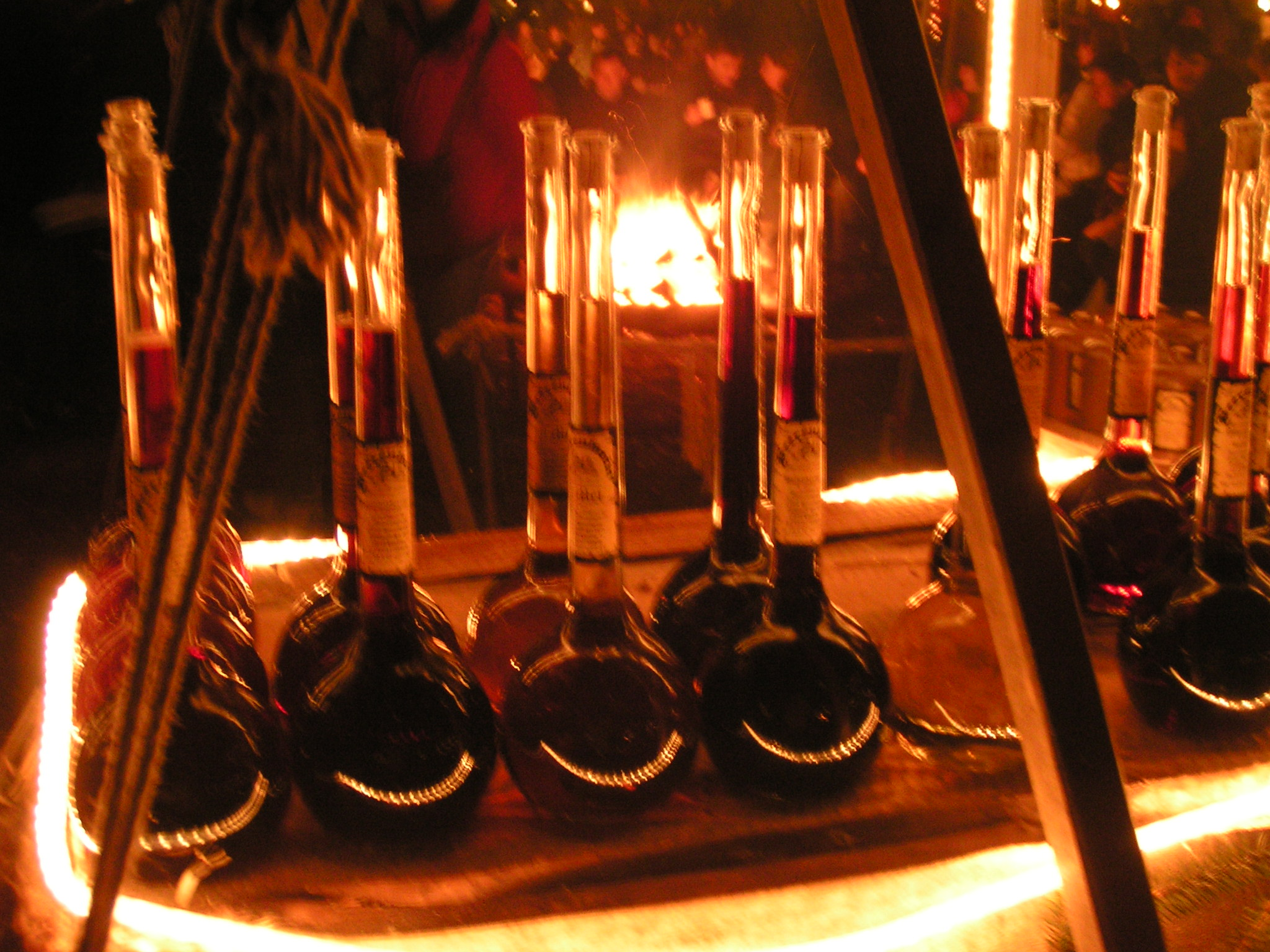
Mittelalterlicher Weihnachtsmarkt auf der Planwiese

Telgte ist überregional bekannt für sein Krippenmuseum, heute Teil des RELíGIO – Westfälisches Museum für religiöse Kultur, den Mariä-Geburts-Markt mit großem Springreitturnier, der jeden September rund 40.000 Besucher anzieht, sowie die Telgter Wallfahrt, die jährliche Marienwallfahrt von Osnabrück nach Telgte. Sie ist eine der größten in Deutschland mit regelmäßig etwa 8000 Pilgern. Jährlich kommen insgesamt bis zu 100.000 Wallfahrer nach Telgte.
Außerdem findet einmal jährlich die Kutschenwallfahrt an Christi Himmelfahrt statt, bei der sich oftmals über 100 Kutschen präsentieren. Diese Wallfahrt lockt viele Zuschauer in die Innenstadt und auf die Planwiese, eine große Veranstaltungsfläche in der Stadt.
Auf der Planwiese in Telgte finden weitere Veranstaltungen statt: Am ersten Maiwochenende findet die Montgolfiade und im September der große Mariä-Geburts-Markt statt. Zudem finden regelmäßig im Sommer Mittelalter-Festivals statt. Zur Adventszeit fand bis 2014 in Telgte Deutschlands größter mittelalterlicher Lichter-Weihnachtsmarkt statt.
In Telgte finden gelegentlich auch Ausstellungen statt. Im Jahr 2009 waren die Alltagsmenschen von Christel Lechner zu sehen, im Sommer 2011 waren die Trash People von HA Schult ausgestellt. Von April bis Juli 2015 wurden erneut die Alltagsmenschen in der Altstadt ausgestellt.
Der Waldfriedhof Lauheide mit über 35.000 Gräbern befindet sich auf dem Gebiet der Stadt Telgte in der Nähe der Stadtgrenze von Münster. Zuständig für ihn ist das Amt für Grünflächen und Umweltschutz der Stadt Münster, in dessen Besitz sich der Friedhof befindet.

### Museen
Unter dem Namen RELíGIO – Westfälisches Museum für religiöse Kultur wurden das ehemalige Museum Heimathaus Münsterland und das Krippenmuseum mit einer gemeinsamen Konzeption zusammengeführt. Der Name besteht seit 2011, die Neukonzeption des Museums stammt aus dem Jahr 2012. Das Museum RELíGIO präsentiert als erstes Religionsmuseum Deutschlands auf über 1000 Quadratmetern die Weltreligionen, Konfession und konfessionelle Unterschiede, religiöse Feste, die Geschichte der Telgter Wallfahrt, das Leben und Wirken Kardinal von Galens sowie das bedeutende Telgter Hungertuch von 1623.

### Bauwerke

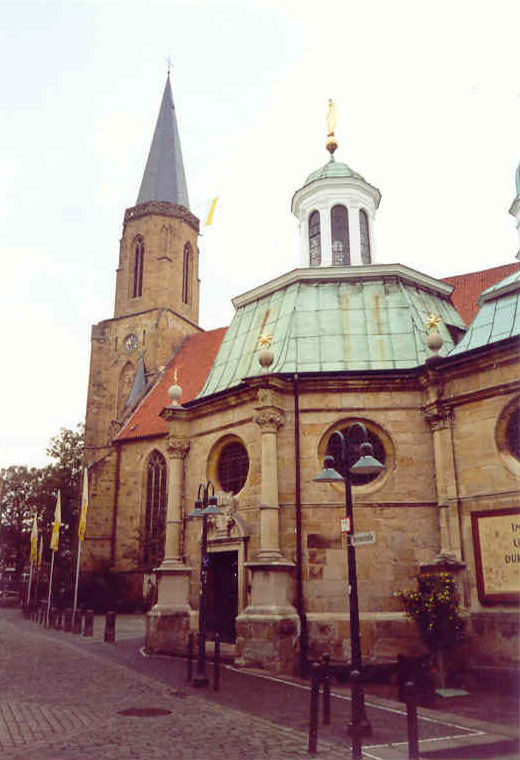
Wallfahrtskapelle vor der St.-Clemens-Kirche

- Die Wallfahrtskapelle, eine Marienkapelle, ist ein barocker, achteckiger Zentralbau aus der Zeit um 1650. Das Ziel der Wallfahrten ist das Telgter Gnadenbild, eine Pietà (Skulptur von Maria mit dem Leichnam Jesu) in dieser Kapelle. Der Legende nach soll sie aus der Marienlinde (ein alter Stadttorbaum) geschnitzt sein.
- Die Propsteikirche St. Clemens, erbaut zwischen 1522 und 1558 ist eine gotische Hallenkirche. Sie liegt an der Ems und in unmittelbarer Nähe zur Wallfahrtskapelle.
- Christoph-Bernsmeyer-Haus: Nördlich der Propsteikirche befindet sich direkt am Emswehr ein markantes Gebäude, die sogenannte Große Mühle. Schon sehr früh hat es in Telgte eine Mühle gegeben. Auf der linken Emsseite hinter der Kirche stand die große Kornmühle (das heutige Christoph-Bernsmeyer-Haus), auf der rechten Uferseite befand sich die Öl- und Walkmühle, die um 1900 abgebrochen wurde. Der große wohlgezierte Wappenstein am Giebel der Großen Mühle enthält in den ersten beiden Zeilen ein Chronogramm mit der Jahreszahl 1754. An der Planung der Renovierungsarbeiten war der westfälische Barockbaumeister Johann Conrad Schlaun beteiligt.

Diese ehemalige Kornmühle wurde 1976/77 gründlich renoviert und von den Mauritzer Franziskanerinnen übernommen, deren Ordensgründer Pater Johann Christoph Bernsmeyer (1777–1858) lange Vikar in Telgte war und daher der Namensgeber des Hauses wurde. Das Gebäude war bis 2014 Erholungsheim für Franziskanerschwestern und beherbergt heute ein Priorat der Schwesterngemeinschaft Maria Stella Matutina,  einer kontemplativen Ordensgemeinschaft.
- Emsstraße 25, Fachwerkbau, um 1600 erbaut
- Herrenstraße 7, Fachwerkbau aus der zweiten Hälfte des 17. Jahrhunderts, ursprünglich als Vikarienhaus erbaut
- Königstraße 35, eingeschossiger, im Jahr 1500 errichteter Fachwerkbau, der mehrfach umgebaut wurde
- Markt 4, Backsteintraufenhaus von 1778
- Ritterstraße 2, eingeschossiger Fachwerkbau mit zweifach über Taubandknaggen vorkragendem Giebel, um 1600 errichtet
- Ritterstraße 4, Der eingeschossige Fachwerkbau, dessen Giebel über Knaggen zweifach vorkragt, wurde 1625 errichtet
- Steinstraße 4, Alte Synagoge, ursprünglich Speicher, um 1500 errichtet

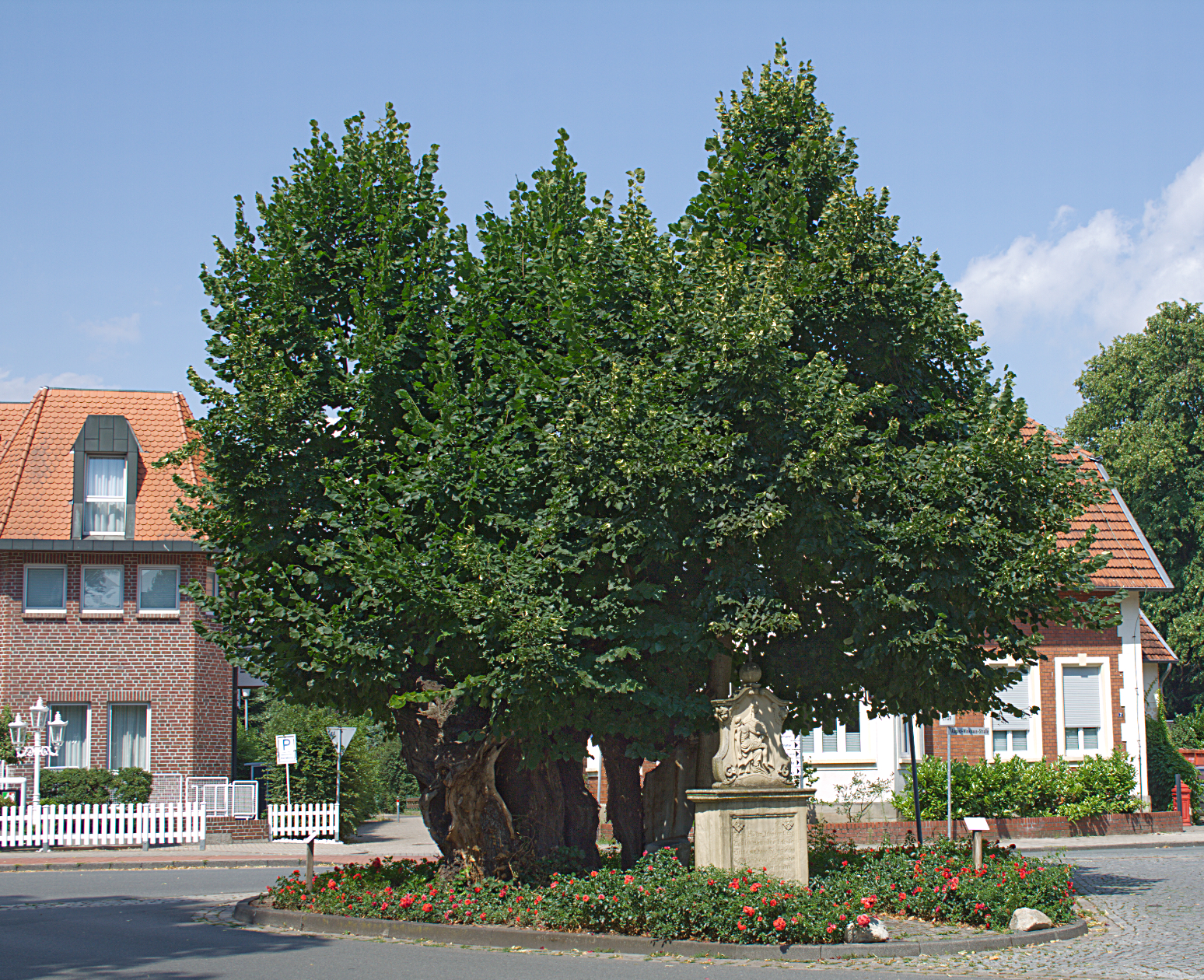
Marienlinde am Münstertor

### Baumdenkmal
Marienlinde
Die Marienlinde ist eine ca. 750 Jahre alte, denkmalgeschützte Sommerlinde und ist einer der ältesten Bäume Deutschlands. Der Baumveteran steht am nördlichen Stadttor, dem Münstertor. Ihren Namen hat die Linde von dem Marienbild, das aus ihrem Holz geschnitzt worden sein soll.

### Telgte in der Literatur
In der Erzählung Das Treffen in Telgte von Günter Grass spielt die Stadt eine wichtige Rolle. In der Erzählung versammeln sich im Jahre 1647 im Telgter Gasthof Brückenhof beim Emstor bedeutende Dichter aus „Teutschland“, wie es damals genannt wurde, um über Literatur und ein mögliches Ende des Dreißigjährigen Krieges zu diskutieren. (Telgte liegt/lag am sogenannten Friedensweg, der Wegstrecke zwischen Münster und Osnabrück, auf dem berittene Boten die Verhandlungspapiere zwischen den Parteien des Westfälischen Friedens hin und her beförderten.)
Markus Berges’ Roman Irre Wolken spielt in Telgte im Jahr 1986, unter anderem in einer psychiatrischen Klinik (dem namentlich nicht genannten St. Rochus-Hospital).

## Verkehr

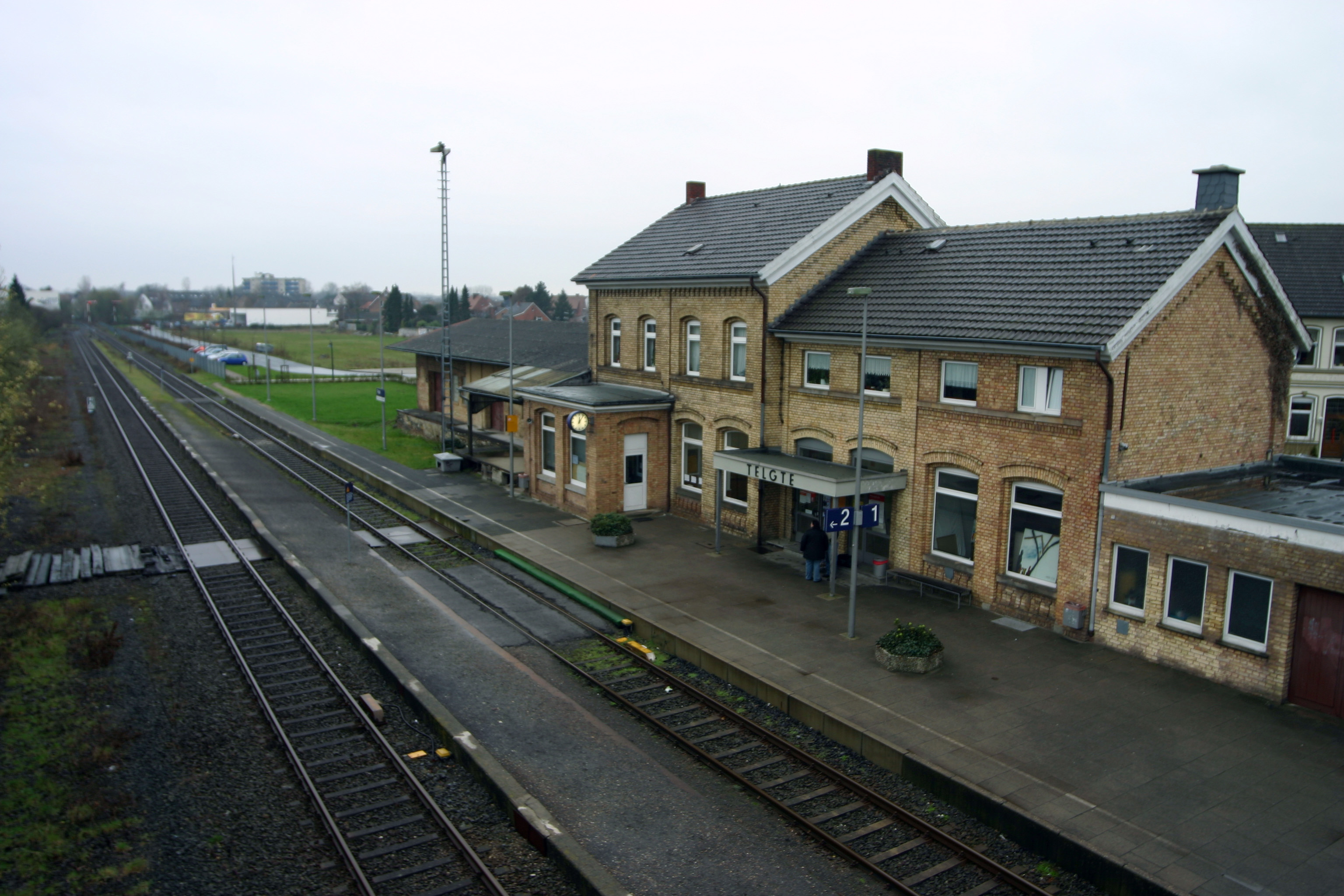
Bahnhof Telgte (2007) vor dem Umbau

- Telgte ist Ausgangspunkt der Bundesstraße 64, die in Richtung Paderborn bis zum Harz führt. Über die Bundesstraße 51 ist Telgte mit Münster und Osnabrück verbunden.
- Die Stadt hat die Station Telgte[13] an der Warendorfer Bahn (RB 67). Die Bedienung erfolgt durch die Eurobahn.

| Linie | Verlauf | Takt   |
| ----- | --- | ------ |
| RB 67 | Warendorfer Bahn: Münster (Westf) Hbf – Telgte – Warendorf-Einen-Müssingen – Warendorf – Beelen – Clarholz – Herzebrock – Rheda-Wiedenbrück – Gütersloh Hbf – Isselhorst-Avenwedde (einzelne Züge morgens an Werktagen) – Bielefeld-Brackwede – Bielefeld Hbf Stand: Fahrplanwechsel Dezember 2021 | 60 min |
- Im Ortsteil Westbevern-Vadrup besteht ein Haltepunkt an der Eisenbahnstrecke Osnabrück–Münster (Station Westbevern).[14] Dort verkehrt auch der Rhein-Haard-Express nach Düsseldorf.
- In Telgte verkehren drei Regional- und eine Nachtbuslinie.

| Linie | Verlauf                                                                     | Takt                                         | Betreiber                   |
| ----- | --------------------------------------------------------------------------- | -------------------------------------------- | --------------------------- |
| R11   | Münster (Westf) Hbf – Telgte – Einen Müssingen – Warendorf                  | 20/60 min (Mo–Fr), 60 min (Sa–So)            | Westfalenbus                |
| R13   | Münster (Westf) Hbf – Telgte                                                | 20/60 min (Mo–Fr), 60 min (Sa–So)            | Westfalenbus                |
| R14   | Telgte – Westbevern – Ostbevern – Milte – Warendorf                         | 20/60 min (Mo–Fr), 60 min (Sa), 120 min (So) | Westfalenbus                |
| N2    | Münster (Westf) Hbf – Telgte – Westbevern – Vadrup – Westbevern – Ostbevern | Drei Fahrten (Fr–So)                         | Regionalverkehr Münsterland |

- Im Gebiet der Stadt Telgte befindet sich zudem der als Verkehrslandeplatz eingestufte Flugplatz Münster-Telgte, der privaten und geschäftlichen Flugbetrieb ermöglicht und als Basis für vier Flugvereine dient.
- Mehrere Radwanderwege führen durch Telgte, darunter der Emsradweg (verläuft vom Teutoburger Wald bis zur Nordsee), die Friedensroute (von Münster nach Osnabrück)[15] sowie der Europaradweg R1 (von Frankreich bis nach Russland)[16].

## Persönlichkeiten

### Ehrenbürger der Stadt
- Josef Koch (* 20. September 1895 in St. Wendel (Saarland); † 18. März 1983 in Telgte), praktischer Arzt in Telgte, Träger des Bundesverdienstkreuzes; nach ihm ist die Dr. Josef Koch-Straße in Telgte benannt.
- Alfons Lütke-Westhues (* 17. Mai 1930 in Westbevern; † 8. März 2004 in Warendorf), deutscher Springreiter, Gewinner der olympischen Mannschafts-Goldmedaille zusammen mit Fritz Thiedemann und Hans Günter Winkler 1956 in Stockholm
- August Lütke-Westhues (* 25. Juli 1926 in Westbevern; † 1. September 2000), deutscher Vielseitigkeitsreiter, Gewinner zweier olympischer Silbermedaillen 1956 in Stockholm
- August Winkhaus, Fabrikant, Gründer der Aug. Winkhaus GmbH & Co. KG

### Söhne und Töchter der Stadt
- Eduard Böhmer (1829–1872), Reichstagsabgeordneter
- Salomon Lefmann (1831–1912), Philologe
- Ludwig Brefeld (1837–1907), Politiker, Beamter, preußischer Handelsminister
- Oscar Brefeld (1839–1925), Botaniker und Mykologe
- Louis Aronstein (1841–1913), Chemiker
- Hermann Leo Knickenberg (1848–1939), Landrat im Kreis Beckum
- Theodor Wilhelm Achtermann (1851–1901), praktischer Arzt
- André Helfferich (1858–1905), Landrat in Saarlouis
- Wilhelm Wenker (1874–1956), Pfarrer, bekannt als „Retter von Gelsenberg“
- August Kreyenkamp (1875–1950), Maler und Fotograf in Köln[17]
- Aquina Pohlkötter (1885–1943), Missionsschwester und Märtyrin
- Reinhold Bruens (1905–1992), Landrat des Kreises Münster (FDP)
- August Lütke-Westhues (1926–2000), Vielseitigkeitsreiter, geboren in Westbevern
- Alfons Lütke-Westhues (1930–2004), Springreiter, geboren in Westbevern
- Peter Janssens (1934–1998), Musiker, Komponist
- Ludwig Rotthowe (1937–2017), Eisenbahnfotograf
- Philipp R. Hömberg (1939–2001), Prähistoriker und Denkmalpfleger
- Theodor Ebert (* 1939), Philosoph
- Falk Dörr (1941–2021), Fußballspieler (Preußen Münster)
- Harald Norpoth (* 1942), Langstreckenläufer
- Johannes Bellmann (* 1965), Erziehungswissenschaftler und Professor an der Universität Münster
- Markus Berges (* 1966), Sänger, Songschreiber und Schriftsteller
- Ansgar Schäfer (* 1967), Schauspieler
- Ulrich Schäfer (* 1967), Wirtschaftsjournalist
- Harald Schwaetzer (* 1967), Philosoph
- André Niedostadek (* 1970), Rechtswissenschaftler
- Magnus Rueping (* 1972), Chemiker
- Nadine Ernsting-Krienke (* 1974), Hockeynationalspielerin
- André Großfeld (* 1977), Koch, mit einem Stern im Guide Michelin ausgezeichnet
- Malte Spitz (* 1984), Politiker (Bündnis 90/Die Grünen)
- Sophia Kleinherne (* 2000), Fußballnationalspielerin